# Folgueiras (Vegadeo)
Folgueiras es un pueblo de la parroquia de Piantón en el concejo de Vegadeo (Asturias, España). Está situado a 342 metros de altitud entre los arroyos Lormes y Gemarán, ambos afluentes del río Suarón. Tiene 27 habitantes (INE 2015).
Dista 7 kilómetros de Vegadeo, la carretera AS-11 atraviesa el pueblo.
Se caracteriza por los fuertes vientos que lo azotan durante el invierno.

## Galería de fotos

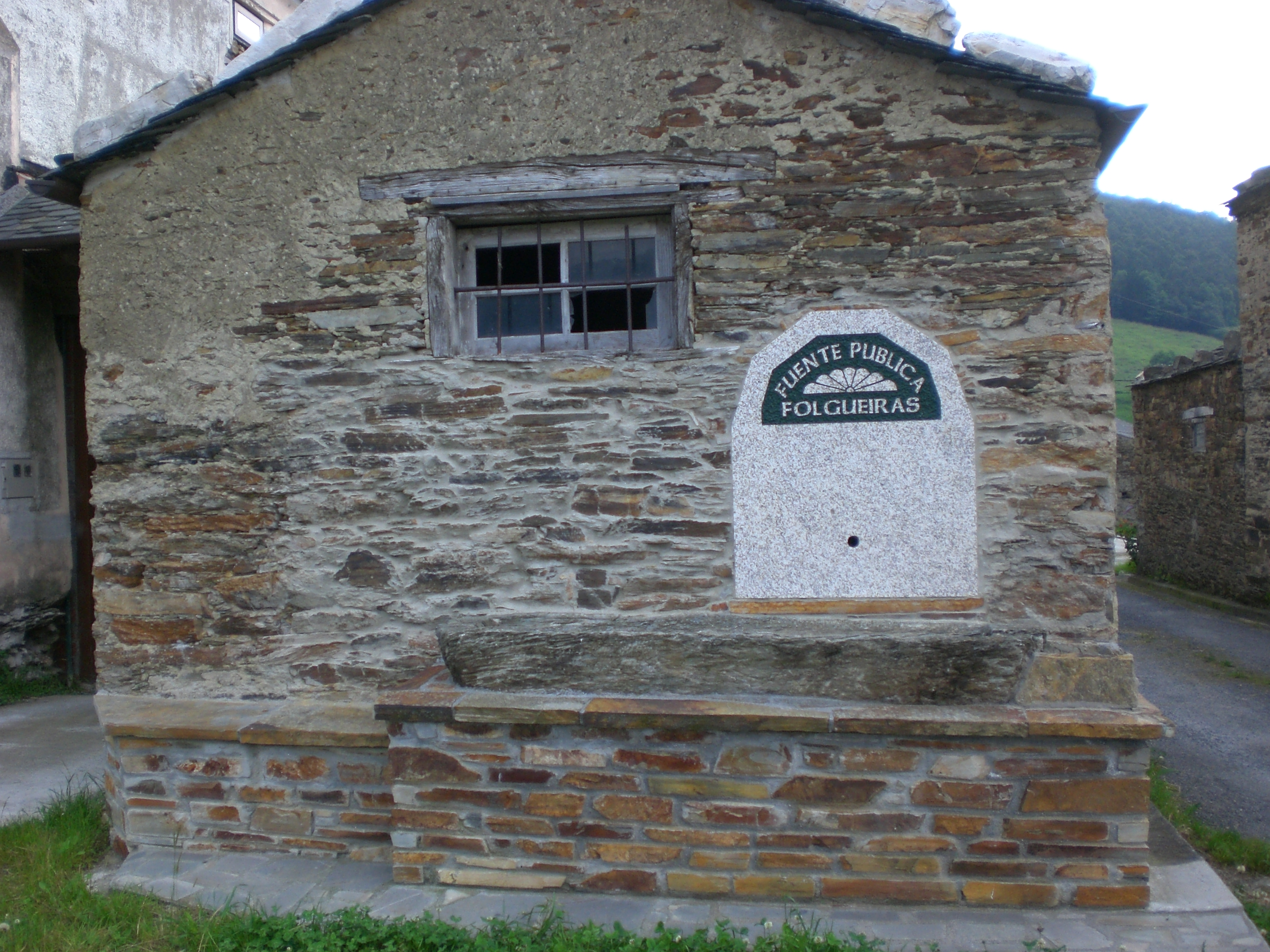
Fuente de Folgueiras
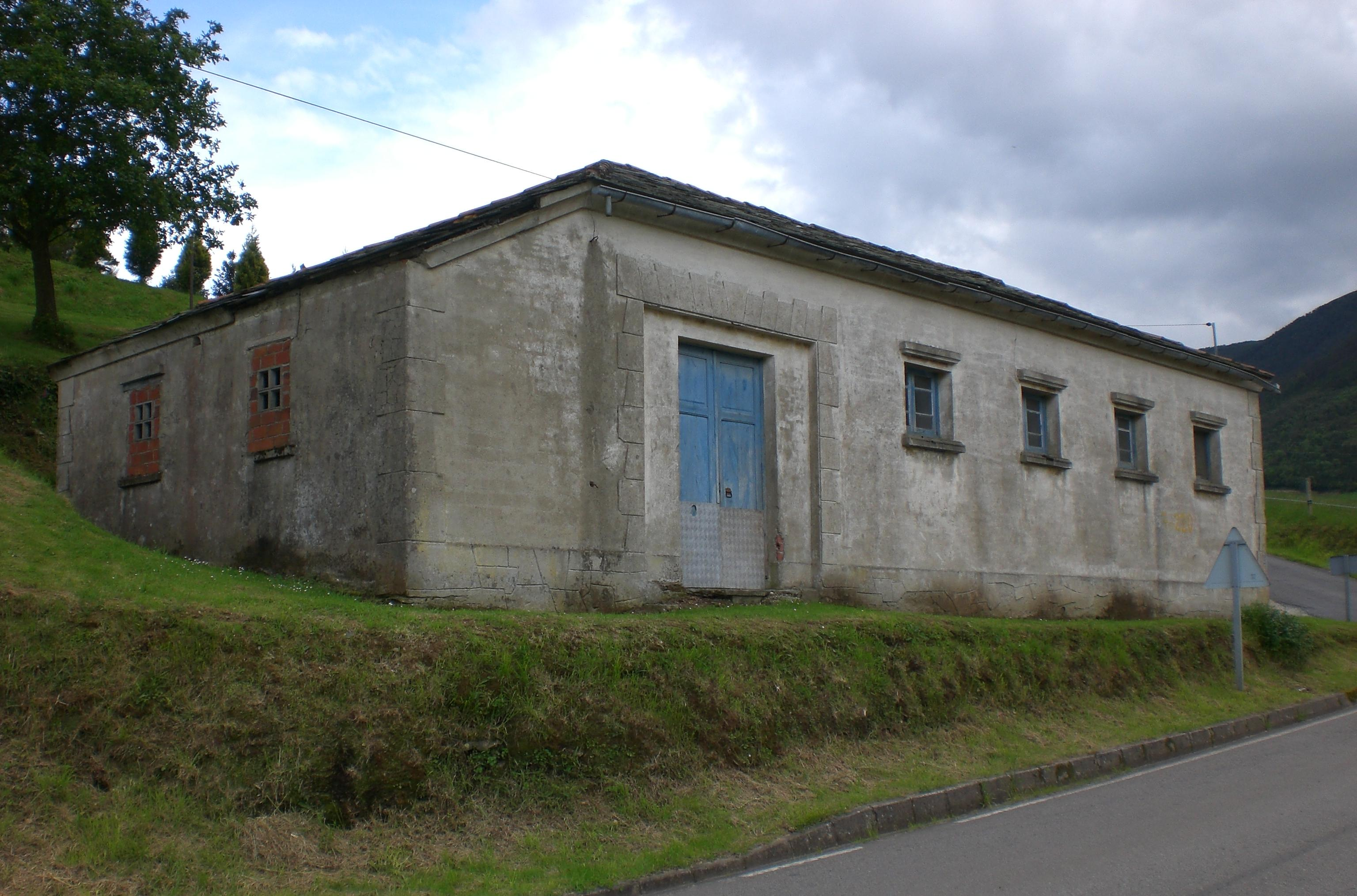
Antigua escuela de Folgueiras
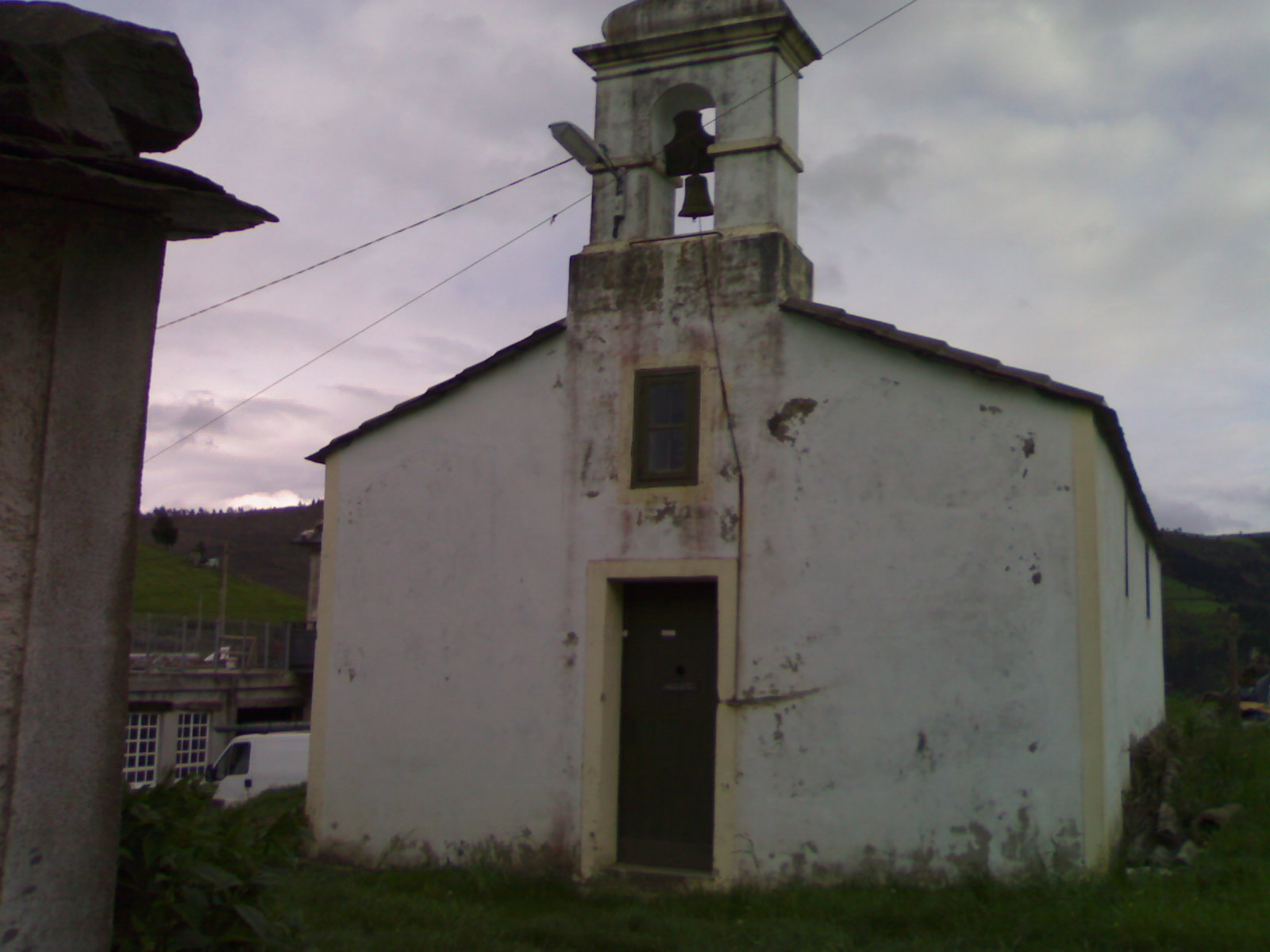
Capilla de Folgueiras
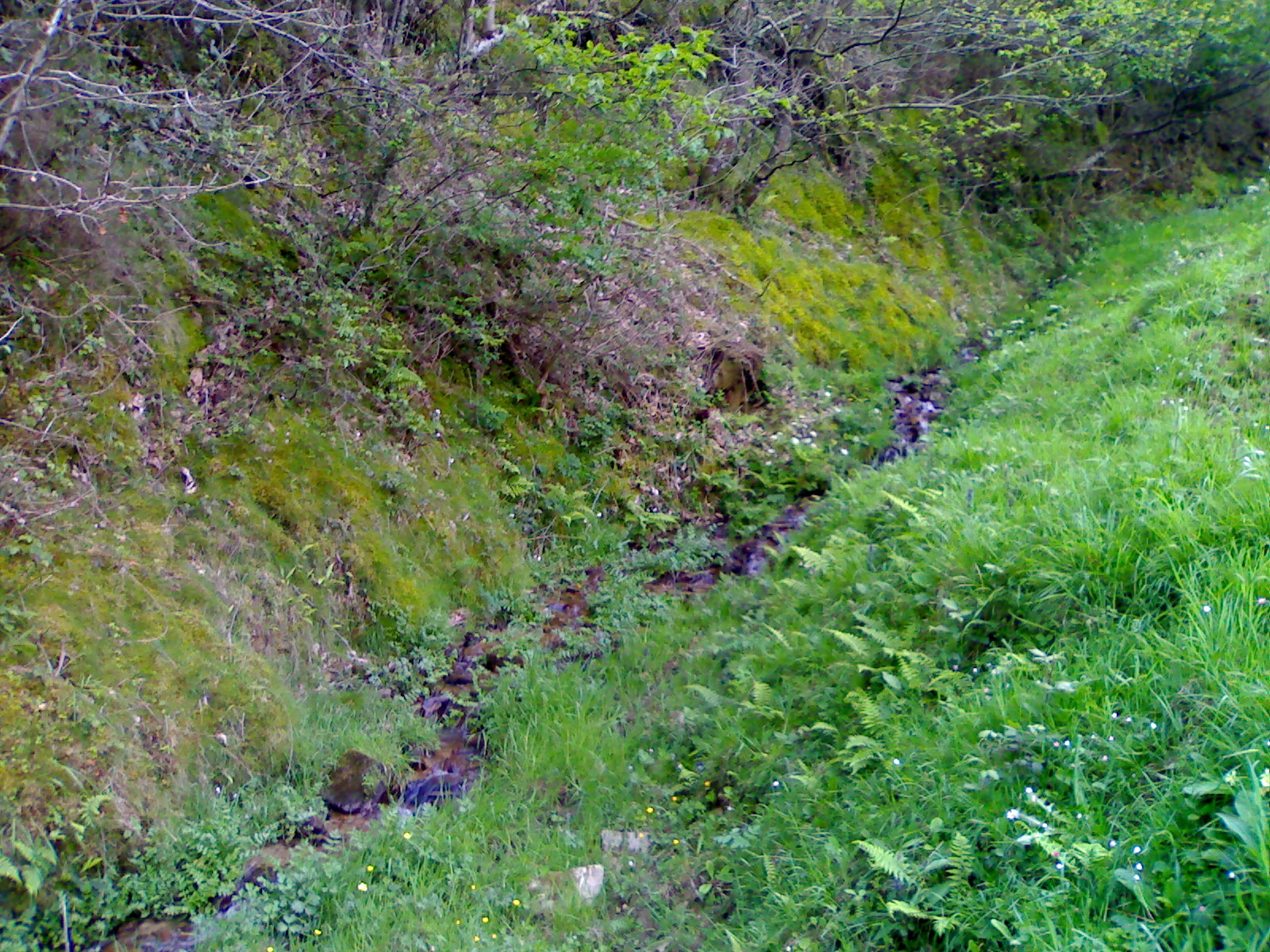
Arroyo Gemarán
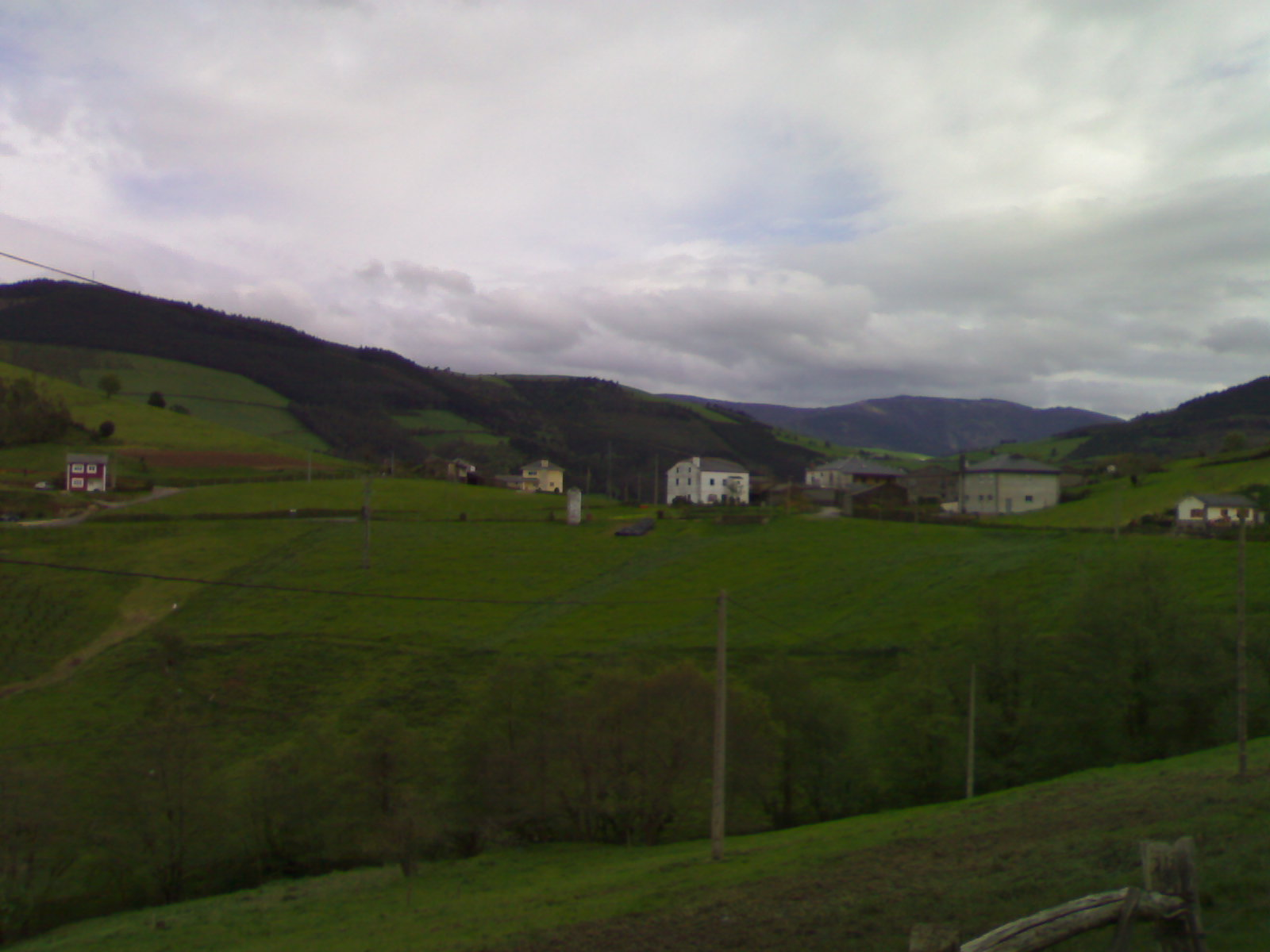
Vista de Folgueiras desde A Coba
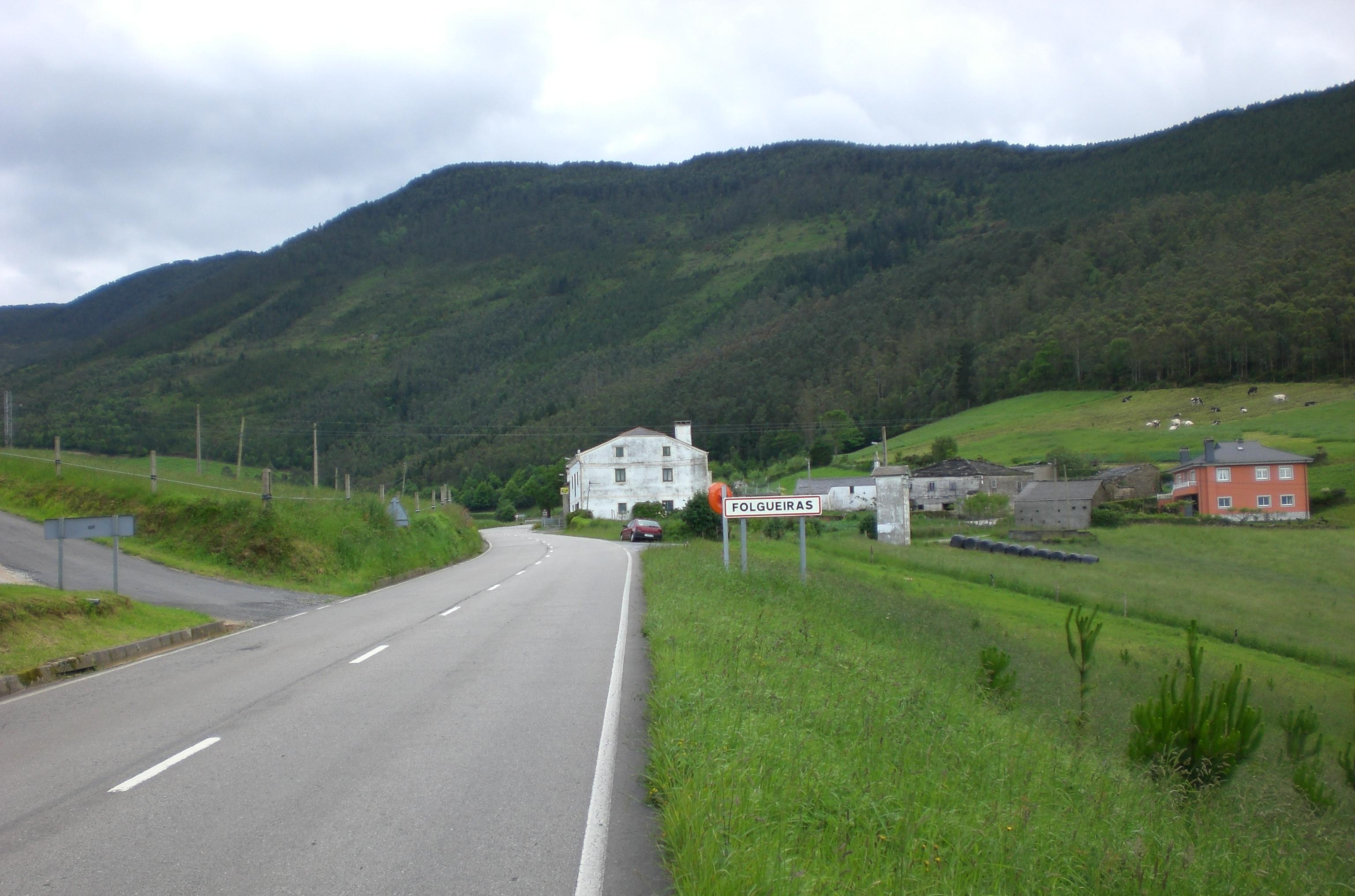
AS-11 a su paso por Folgueiras

- Datos: Q1435362